# Какмужи
Какмужи је насеље у општини Пљевља у Црној Гори. Према попису из 2003. било је 190 становника (према попису из 1991. било је 288 становника).

## Засеок Немања
На подручју Какмужа налази се засеок звани Немања, са археолошким локалитетом који поред остатака старе цркве обухвата и остатке неколико других грађевина, као и трагове старог рударства. Претпоставља се да је управо из овог засеока порекло водила стара дубровачка трговачка породица Богуновића, чији су се припадници (синови Богуна из Немање) средином 14. века преселили у Дубровник, па су по свом старом завичају добили породични надимак Немања, који је постао основа за касније обликовање породичног презимена Немањић (итал. Nemagnich). Упркос хомонимској сличности презимена и касније исконструисаним предањима, потомци Богуна из Немање (дубровачки Богуновићи, односно Немање или Немањићи) нису повезани са старом српском династијом Немањића.
На локалну традицију о везама овог засеока са Немањићима се у новије време надовезала и претпоставка о наводном постојању манастира.

## Демографија
У насељу Какмужи живи 172 пунолетна становника, а просечна старост становништва износи 48,0 година (44,9 код мушкараца и 52,0 код жена). У насељу има 64 домаћинства, а просечан број чланова по домаћинству је 2,97.
Ово насеље је углавном насељено Србима (према попису из 2003. године), а у последња три пописа, примећен је пад у броју становника.
|  |

| Демографија | Демографија | Демографија |
| Година      | Становника  | Становника  |
| ----------- | ----------- | ----------- |
|             |             |             |
|             |             |             |
|             |             |             |
|             |             |             |
| 1948.       | 536         |             |
| 1953.       | 585         |             |
| 1961.       | 625         |             |
| 1971.       | 580         |             |
| 1981.       | 420         |             |
| 1991.       | 288         | 288         |
| 2003.       | 197         | 190         |
|             |             |             |

| Етнички састав према попису из 2003.‍ | Етнички састав према попису из 2003.‍ | Етнички састав према попису из 2003.‍ | Етнички састав према попису из 2003.‍ | Етнички састав према попису из 2003.‍ |
| ------------------------------------ | ------------------------------------ | ------------------------------------ | ------------------------------------ | ------------------------------------ |
|                                      |                                      |                                      |                                      |                                      |
| Срби                                 | Срби                                 |                                      | 153                                  | 80,52%                               |
| Црногорци                            | Црногорци                            |                                      | 32                                   | 16,84%                               |
| непознато                            | непознато                            |                                      | 0                                    | 0,0%                                 |

| Година пописа     | 1948. | 1953. | 1961. | 1971. | 1981. | 1991. | 2003. |
| ----------------- | ----- | ----- | ----- | ----- | ----- | ----- | ----- |
| Број домаћинстава | 81    | 89    | 95    | 91    | 86    | 76    | 64    |

| Број чланова      | 1  | 2  | 3  | 4  | 5 | 6 | 7 | 8 | 9 | 10 и више | Просек |
| ----------------- | -- | -- | -- | -- | - | - | - | - | - | --------- | ------ |
| Број домаћинстава | 64 | 12 | 17 | 15 | 8 | 6 | 5 | 1 | 0 | 0         | 0      |

| Пол    | Укупно | Неожењен/Неудата | Ожењен/Удата | Удовац/Удовица | Разведен/Разведена | Непознато |
| ------ | ------ | ---------------- | ------------ | -------------- | ------------------ | --------- |
| Мушки  | 97     | 39               | 46           | 9              | 3                  | 0         |
| Женски | 78     | 16               | 45           | 14             | 2                  | 1         |
| УКУПНО | 175    | 55               | 91           | 23             | 5                  | 1         |

| Пол    | Укупно                    | Пољопривреда, лов и шумарство | Рибарство                            | Вађење руде и камена | Прерађивачка индустрија       |
| ------ | ------------------------- | ----------------------------- | ------------------------------------ | -------------------- | ----------------------------- |
| Мушки  | 47                        | 23                            | 0                                    | 4                    | 3                             |
| Женски | 42                        | 41                            | 0                                    | 0                    | 0                             |
| УКУПНО | 89                        | 64                            | 0                                    | 4                    | 3                             |
| Пол    | Производња и снабдевање   | Грађевинарство                | Трговина                             | Хотели и ресторани   | Саобраћај, складиштење и везе |
| Мушки  | 4                         | 1                             | 0                                    | 1                    | 1                             |
| Женски | 0                         | 1                             | 0                                    | 0                    | 0                             |
| УКУПНО | 4                         | 2                             | 0                                    | 1                    | 1                             |
| Пол    | Финансијско посредовање   | Некретнине                    | Државна управа и одбрана             | Образовање           | Здравствени и социјални рад   |
| Мушки  | 0                         | 0                             | 8                                    | 2                    | 0                             |
| Женски | 0                         | 0                             | 0                                    | 0                    | 0                             |
| УКУПНО | 0                         | 0                             | 8                                    | 2                    | 0                             |
| Пол    | Остале услужне активности | Приватна домаћинства          | Екстериторијалне организације и тела | Непознато            | Непознато                     |
| Мушки  | 0                         | 0                             | 0                                    | 0                    | 0                             |
| Женски | 0                         | 0                             | 0                                    | 0                    | 0                             |
| УКУПНО | 0                         | 0                             | 0                                    | 0                    | 0                             |